# Mistrz Pseudo-Jacquemart
Mistrz Pseudo-Jacquemart (Mistrz Pseudo-Jacquemart de Hesdin) – anonimowy iluminator i miniaturzysta francuski pochodzenia flamandzkiego, czynny w latach 1380–1410.
Pracował prawdopodobnie na dworze księcia Jan de Berry. Jego styl był tak podobny do stylu flamandzkiego iluminatora Jacquemarta de Hesdina, że amerykański historyk sztuki Millard Meiss nadał mu miano Mistrza Pseudo-Jacquemart. Obaj artyści pracowali ze sobą przy ilustrowaniu niektórych manuskryptów na zlecenie Jeana de Berry. Mistrz Pseudo-Jacquemart pracował głównie przy dekoracjach kart kalendarzowych, pomniejszych scen i inicjałach. Jego prace odróżnia od Hesdina bardziej dynamiczna kompozycja i na bardziej intensywnej palecie barw. Pracował również dla innych anonimowych sponsorów iluminowanych manuskryptów przy współpracy z paryskimi iluminatorami.

## Przypisywane iluminacje

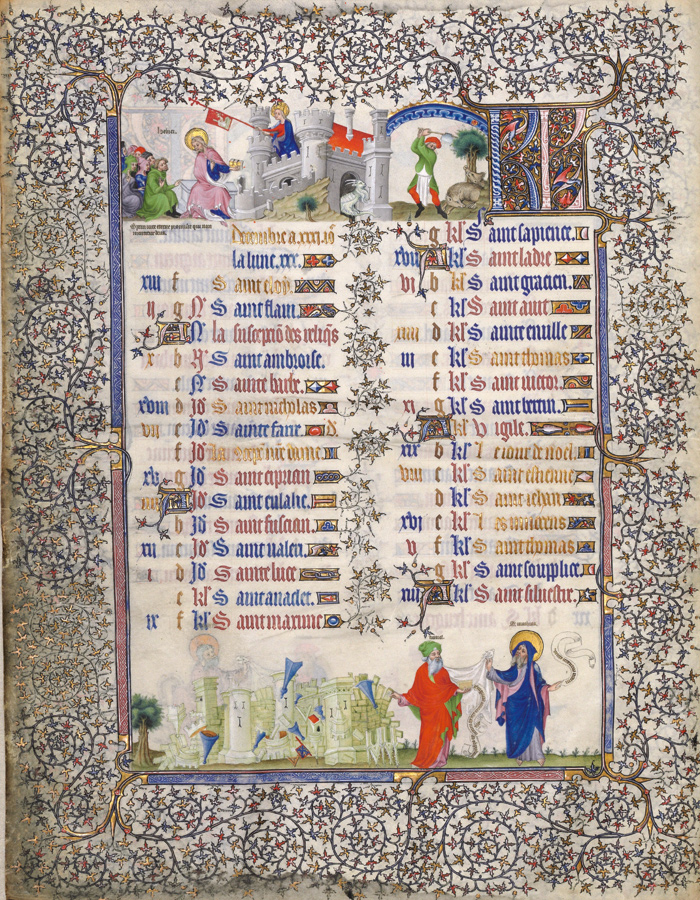
Karta z kalendarza z Grandes Heures du Duc de Berry